# Alexis Basile Alexandre Menjaud
Pour les articles homonymes, voir Menjaud (homonymie).
Alexis-Basile-Alexandre Menjaud (1791-1861) a été évêque de Nancy de 1844 à 1859, et archevêque de Bourges de 1859 à 1861.

## Biographie
Alexis Menjaud est né le 2 juin 1791 à Chusclan dans le Gard, dont il fera reconstruire l'église. Il fait ses études  ecclésiastiques à Avignon. Nommé professeur de théologie à Saint-Sulpice il est remarqué par le cardinal Maury qui le choisit comme secrétaire. 
Il est ordonné prêtre le 21 décembre 1816. En 1824, il accompagne à Nancy Charles de Forbin-Janson, qui le nomme chanoine titulaire. Il dirige, ensuite, le collège royal, dont il est proviseur. Il est nommé, le 18 février 1839, évêque coadjuteur de Nancy, sacré le 2 juin 1839 à Paris par Charles de Forbin-Janson ; il lui succède comme primat de Lorraine du 11 juillet 1844 au 30 juillet 1859. 
Le 31 décembre 1852, il est nommé premier aumônier de la Maison de l'Empereur, poste qu'il occupe jusqu'au rétablissement de la charge de grand aumônier, le 31 mars 1857, qui échoit alors aux archevêques de Paris. L'empereur le charge, en 1853, de négocier à Rome la formation de la grande aumônerie de France, ainsi que la nouvelle organisation du chapitre impérial de Saint-Denis. Il réussit dans sa mission.   
Promu à l'archevêché de Bourges le 30 juillet 1859, il est préconisé le 26 septembre suivant. Il meurt le 10 décembre 1861 à Bourges.

## Distinctions

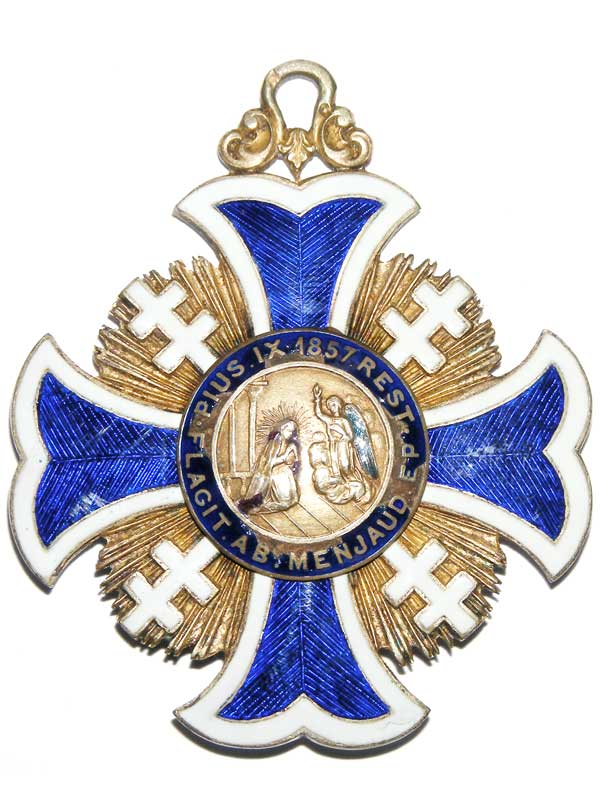
Revers de la croix de chapitre des chanoines de Nancy, demandée par Alexis Menjaud et octroyée le 28 mars 1857, en vermeil et émail, 61 x 73 mm de diamètre, fabrication de l'orfèvre Daubrée à Nancy, France, 2e moitié du XIXe siècle.

- Commandeur de la Légion d'honneur (13 aout 1857)[4]